# Denez Prigent

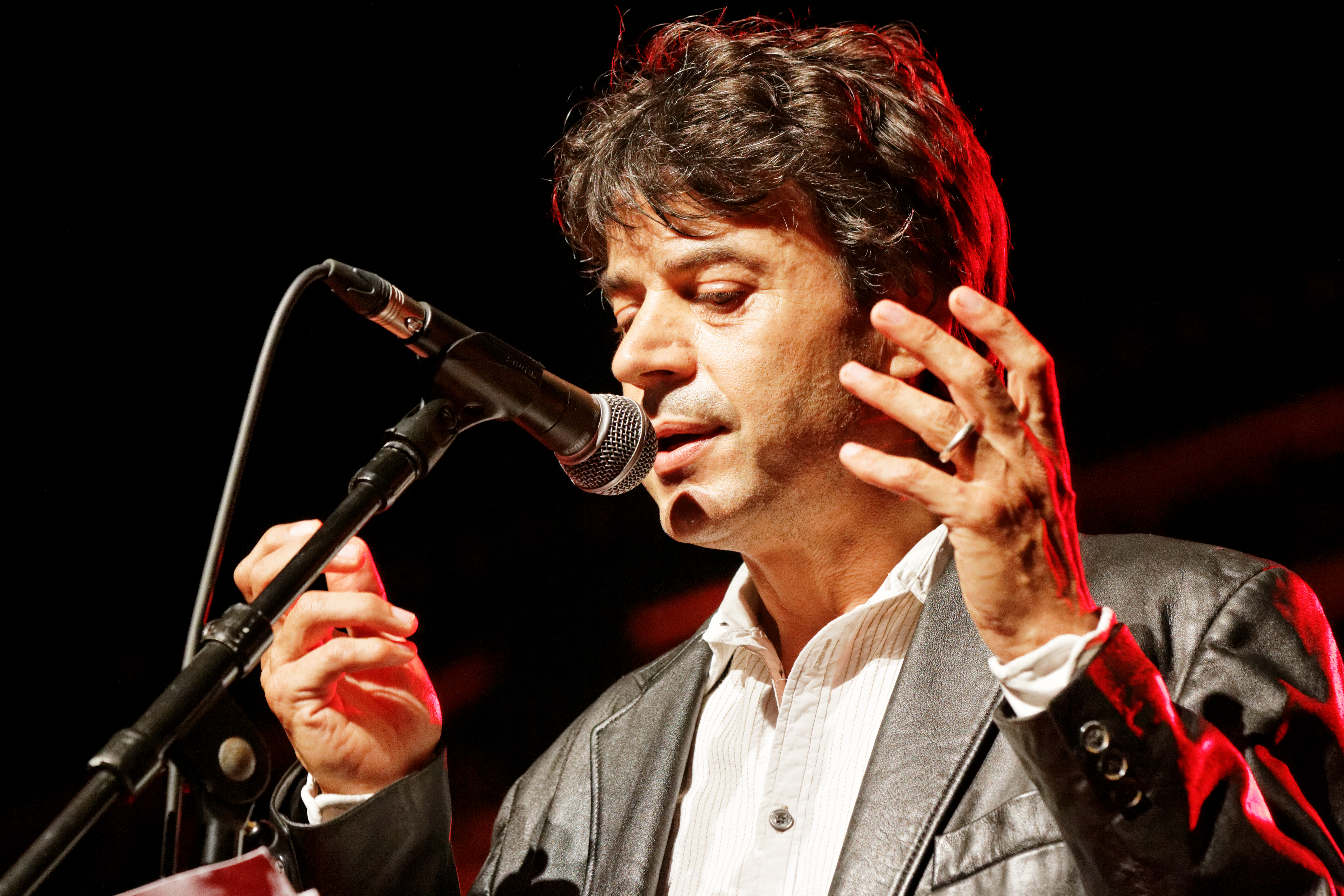
Denez Prigent podczas występu (2014)

Denez Prigent (ur. 17 lutego 1966 w Santec) – francuski wokalista oraz pisarz. Wykonuje utwory języku bretońskim, w stylistyce kan ha diskan i gwerz.

## Życiorys
Denez Prigent zainteresował się językiem bretońskim, dorastając w regionie, w którym jest on używany. Decyzję o śpiewaniu po bretońsku podjął po wysłuchaniu koncertu tria sióstr Goadec. Jego pierwszy występy miały miejsce podczas fest-noz. Kształcił się w zakresie sztuk plastycznych na Uniwersytecie w Rennes, gdzie uczył się również języka bretońskiego. Tamże poznał Stéphanie Pontfilly, swoją przyszłą żonę i menadżerkę.
W 1992 z sukcesem wystąpił z tradycyjnym repertuarem śpiewanym a cappella przez rockową publicznością na festiwalu Transmusicales w Rennes. W 1994 wystąpił podczas quebeckiego festiwalu Coup de Coeur Francophone, a rok później podczas festiwalu Euromúsica w Portugalii.
W 2018 na płycie DVD ukazał się film dokumentalny poświęcony śpiewakowi pt. Le chant magnétique.

## Twórczość
Utwór Prigenta Gortoz a ran, nagrany wspólnie z Lisą Gerrard, został użyty w ścieżce dźwiękowej filmach Helikopter w ogniu (2001) i Les Seigneurs Oliviera Dahana (2012) oraz serialach Miasteczko South Park (2016), Hawaii Five-0 (2019) i Balthazar (2020). W 2011 ukazał się album Grety Bradman Grace zawierający jej nagranie Gortoz a ran. Wspólnie z Jamesem Diggerem stworzył muzykę do filmu dokumentalnego Le monde brodé de Pascal Jaouen Bernadette Bouvron (2020). We współpracy z Yvanem Cassarem skomponował utwory Migration i Au bout du monde, które zostały użyte w ścieżce dźwiękowej filmu dokumentalnego L'Odyssée de l'Espèce Jacquesa Malaterre.

## Dyskografia
(źródło)
- Ar gouriz koar (1993)
- Me ’zalc’h ennon ur fulenn aour (1997, we współpracy z Arnaudem Rebotinim)
- Irvi (2000)
- Holl a-gevret (2002, album koncertowy nagrany z zespołem Bagad Roñsed-Mor de Locoal-Mendon na festiwalu Interceltique de Lorient)
- Sarac’h (2003)
- Ul liorzh vurzhudus - An enchanting garden (2015)
- Mil hent -Mille Chemins (2019)
- Denez Teknoz Projekt (2020, album koncertowy nagrany podczas Yaouan, popularnego fest-noz)
- Stur an avel (2021)